# Laura Mersini-Houghton
Laura Mersini-Houghton (nacida Laura Mersini) es una cosmóloga y física teórica albano-estadounidense, y profesora asociada en la Universidad de Carolina del Norte en Chapel Hill. Es una proponente de la hipótesis del multiverso, que afirma que nuestro universo es uno de muchos. Afirma que algunas anomalías en la estructura actual del universo se explican mejor como el tirón gravitacional ejercido por otros universos.

## Biografía
Laura Mersini nació en 1969 en Tirana, Albania, hija del matemático y eminente economista Nexhat Mersini.
Mersini-Houghton recibió su título de grado en la Universidad de Tirana, en Albania.
En 1994, Mersini-Houghton obtuvo una beca Fulbright para estudiar en la Universidad de Maryland durante 8 meses.
En 1997, recibió su maestría por la misma Universidad de Maryland.
En 2000, Mersini-Houghton completó su doctorado en la Universidad de Wisconsin–Milwaukee.
Entre 2000 y 2002, tras obtener su doctorado, realizó un posdoctorado en la Scuola Normale Superiore di Pisa, en Italia.
De 2002 a 2003, continuó su investigación posdoctoral en la Universidad de Siracusa.
En enero de 2004, aceptó un puesto como profesora ayudante de física teórica y cosmología en la Universidad de Carolina del Norte. Obtuvo la permanencia en 2008 y ascendió a profesora asociada en 2009.
El 11 de octubre de 2010, Mersini-Houghton apareció en un programa de la BBC titulado What Happened Before the Big Bang (en inglés: Qué ocurrió antes del Big Bang) junto con Michio Kaku, Neil Turok, Andrei Linde, Roger Penrose, Lee Smolin y otros físicos, donde propuso su teoría del universo como una función de onda en un mayor multiverso. Su trabajo en la teoría del multiverso se discute en el epílogo de una reciente biografía de Hugh Everett III.
En septiembre de 2014, Mersini-Houghton afirmó haber demostrado matemáticamente que, dadas ciertas asunciones sobre los muros de fuego de agujeros negros, las actuales teorías sobre la formación de agujeros negros fallan. Afirmó que la radiación de Hawking causaría que la estrella perdiera masa a un ritmo que provocaría que no tuviera la densidad suficiente par crear un agujero negro. Su artículo al respecto fue reseñado por el líder cubano Fidel Castro en publicaciones en prensa.

## Enseñanza
Laura Mersini-Houghton imparte clases de grado y posgrado de mecánica cuántica en la Universidad de Carolina del Norte en Chapel Hill.